# 小行星1033
小行星1033（1033 Simona）是一颗围绕太阳公转的小行星。
該小行星以發現者喬治·范·比斯布魯克的女兒西蒙娜·范·比斯布魯克（Simone van Biesbroeck）命名。

## 参数
这颗小行星的绝对星等为11.00等，自转周期为10.07小时。